# مطار أنغولا الدولي
مطار أنغولا الدولي (بالبرتغالية: Aeroporto Internacional de Angola‏) هو مطار دولي قيد الإنشاء يقع بالقرب من العاصمة الأنغولية لواندا على بعد 40 كم جنوب شرق وسط المدينة. سيكون بديل لمطار كواترو دي فيفيريرو الحالي.يتم بنائه من قبل شركات صينية وبرازيلية. اكتملت المرحلة الأولى في عام 2012. كان من المقرر في الأصل الانتهاء من المطار وافتتاحه في 2015/2016، ولكن بسبب التأخير الناجم عن مشاكل داخل الشركة وجائحة فيروس كورونا وأجل الافتتاح حتى عام 2022. من المتوقع الآن أن يفتتح المطار في نهاية عام 2023.